# Ete und Ali
Ete und Ali ist ein deutscher Spielfilm der DEFA von Peter Kahane aus dem Jahr 1985.

## Handlung
Ete und Ali haben gerade ihren Wehrdienst beendet und beide wenig Lust nach Hause zu gehen: Den forschen, aber gutmütigen Ali erwartet ein Dorf, in dem nie was los ist, und den schüchternen 22-jährigen Ete seine Ehefrau Marita, die während seiner Zeit bei der Armee ein Verhältnis mit dem wohlhabenden Manni angefangen hat. Zwar planen Ete und Ali, einfach so nach Prag zu reisen, landen wegen fehlender Pässe am Ende aber doch in Etes Wohnung. Dort ekelt Ali zunächst Manni raus, bevor Ete und er von Marita rausgeworfen werden. Da Manni in den nächsten Tagen an Marita wie eine Klette hängt, entführen Ete und Ali Marita nach der Arbeit in einem Laster. Nach kurzzeitiger, erfolgreicher Flucht vor Manni durch Pasewalk findet die erste Aussprache zwischen Ete und Marita statt. Das Ergebnis ist, dass sie aus der gemeinsamen Wohnung auszieht und Unterschlupf bei ihrem Vater findet. Der wiederum sähe seine Tochter lieber an der Seite Etes und ist erfreut, als der zusammen mit Ali wieder bei seinem Transportunternehmen beginnt, wie Ete es schon vor seiner Armeezeit gemacht hatte.
Obwohl Ete und Ali hoffen, über die vorbildliche Arbeit bei Maritas Vater auch Maritas Respekt zu gewinnen, verfällt die ein ums andere Mal dem Wohlstand Mannis. Er bezieht eine Zweiraumwohnung in einem angesagten Neubauviertel, fährt Lada und besitzt Schallplatten, von denen Ete nur träumen kann. Nur Alis unbekümmert-selbstbewusste Art macht ihm Mut. Ali ist es auch, der Ete dazu überredet, ein altes Haus zu kaufen. Maritas Vater wiederum bietet Ete die Übernahme der Firma an, die er wegen Rheuma nicht mehr leiten kann. Während Ali begeistert ist, sieht Ete sich schon in jungen Jahren zu sehr gebunden. Auch die Ehe mit Marita – sie ist aus der Zweiraumwohnung des überpeniblen Manni aus- und in Etes neugekauftes Haus eingezogen – steht vor einem Scherbenhaufen, da beide zu unterschiedlich sind. Ali glaubt, ein Kind wäre das Ideale, um die Ehe zu erhalten. Kurz vor der Einweihungsfeier landet jedoch er betrunken mit Marita im Bett und Ete packt seine Sachen. Er glaubt, Ali und Marita wären ein besseres Paar.
Später sieht man Ete als Lastwagenfahrer. Er ist seit drei Monaten von Marita geschieden und trifft zufällig Ali in einer Gemeinschaftsdusche wieder. Wenig später sind sie gemeinsam auf Lastwagentour und Ali hat bereits neue Pläne, wie er Etes Leben verbessern kann.

## Produktion
Ete und Ali entstand 1984 unter anderem in Pasewalk und Ueckermünde und erlebte am 31. Mai 1985 im Panorama-Palast-Theater in Erfurt seine Premiere. Beide Hauptdarsteller waren zum Zeitpunkt des Drehs noch in der Ausbildung: Jörg Schüttauf studierte Schauspiel, während Thomas Putensen Musikstudent war.

## Kritik
Renate Holland-Moritz lobte 1985 die „herrlich pointierte[n] Dialoge …, deren Menge nicht geschwätzig wirkt, sondern geradezu süchtig macht.“
Das Lexikon des internationalen Films befand, dass „der Versuch, die Balance zwischen Humor und ernsthaftem Hintergrund zu halten, … nicht ganz überzeugend gelungen [ist]. Durch die psychologisch weitgehend genaue Beobachtung der Personen gewinnt der Film jedoch an Glaubwürdigkeit und regt  […] zum Nachdenken an, nicht zuletzt über die metaphorische Behandlung des Themas des Eingesperrtseins im ‚Universum‘ DDR.“
Cinema bezeichnete den Film als „flotte und moderat kritische DDR-Gesellschaftskomödie“ und als „vergnügliche[n] Ringelpiez aus DEFA-Studios“.

## Auszeichnung
Beim Max-Ophüls-Festival erhielt der Film den Preis der Interfilm-Jury.
Jörg Schüttauf wurde auf dem Nationalen Spielfilmfestival der DDR 1986 als bester Nachwuchsdarsteller ausgezeichnet.